# Kuronezumia darus
Kuronezumia darus är en fiskart som först beskrevs av Gilbert och Hubbs, 1916.  Kuronezumia darus ingår i släktet Kuronezumia och familjen skolästfiskar. Inga underarter finns listade i Catalogue of Life.